# امامزاده بی‌بی شهربانو چنگلوا
امامزاده بی بی شهربانو چنگلوا مربوط به دوره صفوی است و در شهرستان کهگیلویه، روستای چنگلوا واقع شده و این اثر در تاریخ ۷ مهر ۱۳۸۱ با شمارهٔ ثبت ۶۲۹۲ به‌عنوان یکی از آثار ملی ایران به ثبت رسیده است.